# Dreifache Konjunktion
Als dreifache Konjunktion wird die dreimalige scheinbare Begegnung zweier Planeten am Sternhimmel bezeichnet, wenn sie innerhalb weniger Monate erfolgt.
Während einfache Begegnungen je nach Umlaufzeit der Planeten von vierteljährlich (bei Merkur und Venus) bis zu 20-jährlichem Rhythmus (bei Jupiter und Saturn) erfolgen, sind dreifache Konjunktionen nur möglich, wenn die Begegnung während der Planetenschleifen, also kurz vor der Opposition bis kurz danach, stattfindet. Diese Schleifen kommen dadurch zustande, dass die Erde in derselben Richtung um die Sonne kreist wie alle anderen Planeten. Die erste und dritte Konjunktion erfolgt rechtläufig (am Sternhimmel von rechts nach links), die zweite hingegen rückläufig.
Bisweilen spricht man auch von dreifacher Konjunktion, wenn ein Planet auf seiner Schleife wiederholt einem hellen Fixstern begegnet. Dafür kommen allerdings nur fünf Sterne in Frage, die nahe der Ekliptik stehen. Zählt man auch Sterne 2. Größe dazu, sind es etwa zwanzig.

## Dreifache Konjunktionen der beiden unteren Planeten
Wenn die Venus etwa alle 19 Monate in obere Konjunktion kommt (d. h. ihre Bahn jenseits der Sonne verläuft), kommt es fast jedes Mal zu einer dreifachen Konjunktion mit Merkur in einem Zeitraum von 5 Monaten. Allerdings ist hiervon die zweite Konjunktion selten zu sehen, da beide unteren Planeten dann sehr nahe bei der Sonne stehen.
Dreifache Konjunktionen zwischen Merkur und Venus sind auch möglich, wenn die beiden Planeten zur gleichen Zeit in unterer Konjunktion stehen. Dieses Ereignis ist viel seltener und auch hier ist die zweite Konjunktion wegen zu geringer Elongation von Merkur und Venus meistens nicht zu sehen.

## Dreifache Konjunktionen zwischen unteren und oberen Planeten
Wenn der Planet Mars hinter der Sonne vorbeiwandert (Konjunktion), kommt es häufig mit den unteren Planeten Merkur und Venus zu einer dreifachen Konjunktion. Bei den Ereignissen mit Merkur ist die zweite Konjunktion wegen geringen Sonnenabstands meist unbeobachtbar, doch sind auch die beiden anderen Ereignisse wegen Horizontnähe und der relativ geringen Marshelligkeit (er befindet sich nahe dem erdfernsten Punkt!) freiäugig fast nie zu sehen.
Bei dreifachen Konjunktionen zwischen Mars und Venus sind meistens alle drei Ereignisse zu verfolgen, doch ist Mars wegen seines großen Erdabstands eher unscheinbar. In einem fünf- bis achtzölligen Teleskop ist es reizvoller, weil die Venussichel mit dem winzigen Scheibchen des Mars gut kontrastiert.
Relativ häufig (mindestens einmal pro Jahrzehnt) sind dreifache Konjunktionen zwischen den unteren Planeten Merkur und Venus und den äußeren Planeten Jupiter, Saturn, Uranus und Neptun. Sie können dann stattfinden, wenn die fernen Planeten etwa zeitgleich mit einer unteren Konjunktion von Merkur oder Venus hinter der Sonne vorbeiziehen. Für die zweite Konjunktion stehen sie für eine erfolgreiche Beobachtung allerdings meistens zu nahe bei der Sonne. Die erste und dritte Konjunktion ist aber gut sichtbar, wenn es um Jupiter, Saturn oder einen helleren Fixstern geht. Bei den sehr fernen Planeten Uranus, Neptun und dem Zwergplaneten Pluto wird eine Beobachtung jedoch durch deren geringe Helligkeit sehr erschwert.
Während des Durchlaufens der Planetenschleife kommt es bei jeder unteren Konjunktion von Merkur oder Venus zu dreifachen Konjunktionen mit irgendwelchen Fixsternen. Mit Sternen 1. Größe sind sie in etwa so häufig wie mit äußeren Planeten.

## Dreifache Konjunktionen zwischen oberen Planeten bzw. Fixsternen
Dieses sind die interessantesten dreifachen Konjunktionen, denn alle drei Konjunktionen können leicht verfolgt werden, da die an den Konjunktionen beteiligten Planeten oder Fixsterne von der Sonne am Himmel einen großen Winkelabstand haben. Dreifache Konjunktionen zwischen oberen Planeten bzw. einem oberen Planeten und einen Fixstern können nur eintreten, wenn diese Objekte in sehr kurzen zeitlichen Abstand in Opposition zur Sonne stehen.
Dreifache Konjunktionen zwischen den hellen oberen Planeten sind sehr selten: So waren die letzten dreifachen Konjunktionen zwischen Mars und Jupiter 1789/90, 1836/37 und 1979/80 und die nächsten dreifachen Konjunktionen zwischen Mars und Jupiter erst wieder im Jahr 2123 und 2169/70. Zwischen Mars und Saturn fanden die letzten dreifachen Konjunktionen 1779, 1877 (nur in Rektaszension) und 1945/46 statt, während die nächsten derartigen Ereignisse erst wieder 2148/49, 2185 und 2187 stattfinden.
Sowohl bei dreifachen Konjunktionen Mars-Jupiter, als auch bei dreifachen Konjunktionen Mars-Saturn ist es möglich, dass sie sich im zeitlichen Abstand von 2 Jahren wiederholen. Dieses trat im Fall von Mars und Jupiter zuletzt 927 und 929 ein und wird sich erst 2742 und 2744 wiederholen. Im Fall der dreifachen Konjunktion Mars-Saturn war dieses 1742/43 und 1744/45 zuletzt der Fall und wird sich erst wieder in den Jahren 2185 und 2187 wiederholen.
Die historisch besonders bedeutende dreifache Konjunktion von Jupiter und Saturn, die sogenannte Größte Konjunktion, deren Auftreten in den Jahren 7 und 6 v. Chr. als häufige Erklärung für den Stern von Betlehem bezeichnet wird, fand zuletzt 1682/83, 1821 (nur in Deklination), 1940/41 und 1981 statt. Sie wird erst im Jahr 2238/39 wieder eintreten.
Häufiger sind dreifache Konjunktionen zwischen Jupiter und Uranus und Jupiter und Neptun. Sie sind zwar unspektakulär, bieten aber Amateurastronomen eine gute Möglichkeit zum Auffinden dieser Planeten. Die nächste dreifache Konjunktion zwischen Jupiter und Neptun wird 2047/48, die nächste zwischen Jupiter und Uranus 2037/38 eintreten.
Bei jeder Opposition kommt es durch die scheinbare Schleifenbewegung der Planeten stets zu irgendwelchen dreifachen Konjunktionen mit Fixsternen. Dreifache Konjunktionen äußerer Planeten mit hellen ekliptiknahen Fixsternen sind eher selten, es gibt etwa zwei Ereignisse pro Jahrzehnt.

## Dreifache Konjunktionen der Planeten Mars bis Neptun im Zeitraum von 1800 bis 2100

### Konjunktionen in Rektaszension
| Jahr    | Beteiligte Planeten | 1. Konjunktion     | 2. Konjunktion     | 3. Konjunktion   |
| ------- | ------------------- | ------------------ | ------------------ | ---------------- |
| 1821    | Uranus-Neptun       | 17. März           | 7. Mai             | 2. Dezember      |
| 1821    | Jupiter-Saturn      | 25. Juni           | 23. November       | 23. Dezember     |
| 1836/37 | Mars-Jupiter        | 14. November 1836  | 5. März 1837       | 23. März 1837    |
| 1843    | Jupiter-Neptun      | 9. April           | 15. September      | 5. November      |
| 1845    | Mars-Neptun         | 18. Juni           | 2. September       | 3. Oktober       |
| 1846    | Saturn-Neptun       | 31. März           | 14. September      | 3. Dezember      |
| 1851/52 | Saturn-Uranus       | 15. Juli 1851      | 4. Oktober 1851    | 4. März 1852     |
| 1877    | Mars-Saturn         | 27. Juli           | 26. August         | 4. November      |
| 1888    | Mars-Uranus         | 9. Januar          | 5. Mai             | 7. Juni          |
| 1896/97 | Mars-Neptun         | 24. September 1896 | 12. Dezember 1896  | 19. Februar 1897 |
| 1896/97 | Saturn-Uranus       | 28. Dezember 1896  | 19. Juni 1897      | 26. August 1897  |
| 1907    | Mars-Uranus         | 2. Mai             | 19. Juli           | 24. August       |
| 1919/20 | Jupiter-Neptun      | 23. September 1919 | 13. März 1920      | 20. April 1920   |
| 1927/28 | Jupiter-Uranus      | 9. Juli 1927       | 19. August 1927    | 23. Januar 1928  |
| 1932/33 | Mars-Neptun         | 5. Dezember 1932   | 11. März 1933      | 16. Mai 1933     |
| 1940/41 | Jupiter-Saturn      | 15. August 1940    | 12. Oktober 1940   | 20. Februar 1941 |
| 1943/44 | Mars-Uranus         | 9. September 1943  | 26. Dezember 1943  | 20. Januar 1944  |
| 1945/46 | Mars-Saturn         | 26. Oktober 1945   | 22. Januar 1946    | 19. März 1946    |
| 1952/53 | Saturn-Neptun       | 18. November 1952  | 31. Mai 1953       | 11. Juli 1953    |
| 1954/55 | Jupiter-Uranus      | 8. Oktober 1954    | 6. Januar 1955     | 10. Mai 1955     |
| 1964/65 | Mars-Uranus         | 5. Dezember 1964   | 3. April 1965      | 6. Mai 1965      |
| 1968/69 | Jupiter-Uranus      | 9. Dezember 1968   | 15. März 1969      | 18. Juli 1969    |
| 1971    | Jupiter-Neptun      | 2. Februar         | 20. Mai            | 18. September    |
| 1979/80 | Mars-Jupiter        | 13. Dezember 1979  | 2. März 1980       | 4. Mai 1980      |
| 1981    | Jupiter-Saturn      | 14. Januar         | 19. Februar        | 30. Juli         |
| 1983    | Jupiter-Uranus      | 17. Februar        | 16. Mai            | 24. September    |
| 1988    | Saturn-Uranus       | 13. Februar        | 27. Juni           | 18. Oktober      |
| 1989    | Saturn-Neptun       | 3. März            | 24. Juni           | 12. November     |
| 1993    | Uranus-Neptun       | 26. Januar         | 17. September      | 28. September    |
| 2009    | Jupiter-Neptun      | 25. Mai            | 13. Juli           | 20. Dezember     |
| 2010/11 | Jupiter-Uranus      | 6. Juni 2010       | 22. September 2010 | 2. Januar 2011   |
| 2025/26 | Saturn-Neptun       | 29. Juni 2025      | 6. August 2025     | 16. Februar 2026 |
| 2037/38 | Jupiter-Uranus      | 8. September 2037  | 19. Februar 2038   | 30. März 2038    |
| 2041/42 | Mars-Uranus         | 2. November 2041   | 16. März 2042      | 18. März 2042    |
| 2047/48 | Jupiter-Neptun      | 24. Juli 2047      | 15. November 2047  | 26. Februar 2048 |
| 2063    | Mars-Uranus         | 23. Februar        | 27. Mai            | 17. Juli         |
| 2066    | Jupiter-Uranus      | 19. Januar         | 27. Juni           | 18. August       |
| 2071/72 | Mars-Neptun         | 8. Oktober 2071    | 5. Februar 2072    | 29. Februar 2072 |
| 2079    | Saturn-Uranus       | 28. Februar        | 29. August         | 23. Oktober      |
| 2085/86 | Jupiter-Neptun      | 30. Oktober 2085   | 13. Januar 2086    | 8. Juni 2086     |
| 2088/89 | Mars-Neptun         | 14. Dezember 2088  | 4. Januar 2089     | 13. Mai 2089     |
| 2093    | Jupiter-Uranus      | 16. Mai            | 27. Oktober        | 30. November     |

### Konjunktionen in ekliptikaler Länge
| Jahr    | Beteiligte Planeten | 1. Konjunktion     | 2. Konjunktion     | 3. Konjunktion   |
| ------- | ------------------- | ------------------ | ------------------ | ---------------- |
| 1821    | Uranus-Neptun       | 22. März           | 3. Mai             | 3. Dezember      |
| 1836/37 | Mars-Jupiter        | 15. November 1836  | 28. Februar 1837   | 29. März 1837    |
| 1843    | Jupiter-Neptun      | 9. April           | 12. September      | 8. November      |
| 1845    | Mars-Neptun         | 21. Juni           | 22. August         | 8. Oktober       |
| 1846    | Saturn-Neptun       | 4. April           | 5. September       | 11. Dezember     |
| 1888    | Mars-Uranus         | 11. Januar         | 4. Mai             | 5. Juni          |
| 1896/97 | Mars-Neptun         | 24. September 1896 | 13. Dezember 1896  | 18. Februar 1897 |
| 1897    | Saturn-Uranus       | 6. Januar          | 1. Juni            | 9. September     |
| 1907    | Mars-Uranus         | 2. Mai             | 17. Juli           | 26. August       |
| 1919/20 | Jupiter-Neptun      | 24. September 1919 | 8. März 1920       | 24. April 1920   |
| 1927/28 | Jupiter-Uranus      | 15. Juli 1927      | 11. August 1927    | 25. Januar 1928  |
| 1932/33 | Mars-Neptun         | 6. Dezember 1932   | 7. März 1933       | 17. Mai 1933     |
| 1940/41 | Jupiter-Saturn      | 8. August 1940     | 20. Oktober 1940   | 15. Februar 1941 |
| 1943/44 | Mars-Uranus         | 9. September 1943  | 30. Dezember 1943  | 16. Januar 1944  |
| 1945/46 | Mars-Saturn         | 27. Oktober 1945   | 20. Januar 1946    | 20. März 1946    |
| 1952/53 | Saturn-Neptun       | 21. November 1952  | 17. Mai 1953       | 22. Juli 1953    |
| 1954/55 | Jupiter-Uranus      | 7. Oktober 1954    | 7. Januar 1955     | 10. Mai 1955     |
| 1964/65 | Mars-Uranus         | 6. Dezember 1964   | 29. März 1965      | 8. Mai 1965      |
| 1968/69 | Jupiter-Uranus      | 11. Dezember 1968  | 11. März 1969      | 20. Juli 1969    |
| 1971    | Jupiter-Neptun      | 1. Februar         | 22. Mai            | 16. September    |
| 1979/80 | Mars-Jupiter        | 16. Dezember 1979  | 27. Februar 1980   | 5. Mai 1980      |
| 1980/81 | Jupiter-Saturn      | 31. Dezember 1980  | 4. März 1981       | 24. Juli 1981    |
| 1983    | Jupiter-Uranus      | 18. Februar        | 14. Mai            | 25. September    |
| 1988    | Saturn-Uranus       | 13. Februar        | 26. Juni           | 18. Oktober      |
| 1989    | Saturn-Neptun       | 3. März            | 24. Juni           | 13. November     |
| 1993    | Uranus-Neptun       | 2. Februar         | 19. August         | 25. Oktober      |
| 2009    | Jupiter-Neptun      | 27. Mai            | 10. Juli           | 21. Dezember     |
| 2010/11 | Jupiter-Uranus      | 8. Juni 2010       | 19. September 2010 | 4. Januar 2011   |
| 2037/38 | Jupiter-Uranus      | 8. September 2037  | 19. Februar 2038   | 30. März 2038    |
| 2041/42 | Mars-Uranus         | 2. November 2041   | 5. März 2042       | 28. März 2042    |
| 2047/48 | Jupiter-Neptun      | 22. Juli 2047      | 16. November 2047  | 24. Februar 2048 |
| 2063    | Mars-Uranus         | 24. Februar        | 28. Mai            | 15. Juli         |
| 2066    | Jupiter-Uranus      | 20. Januar         | 24. Juni           | 21. August       |
| 2071/72 | Mars-Neptun         | 8. Oktober 2071    | 2. Februar 2072    | 3. März 2072     |
| 2079    | Saturn-Uranus       | 26. Februar        | 31. August         | 21. Oktober      |
| 2085/86 | Jupiter-Neptun      | 1. November 2085   | 10. Januar 2086    | 10. Juni 2086    |
| 2093    | Jupiter-Uranus      | 17. Mai            | 21. Oktober        | 5. Dezember      |

Man beachte, dass Konjunktionen in Rektaszension und ekliptikaler Länge häufig nicht am selben Tag stattfinden.

Es ist möglich, dass eine dreifache Konjunktion nur in Rektaszension und nicht in ekliptikaler Länge (und umgekehrt) stattfindet. Eine umfangreichere Liste von 1500 bis 2500 findet sich auch im Buch Konjunktionen, Bedeckungen und Transits – Das kleine Almanach der Planeten von Marco Peuschel.